# ピクト人

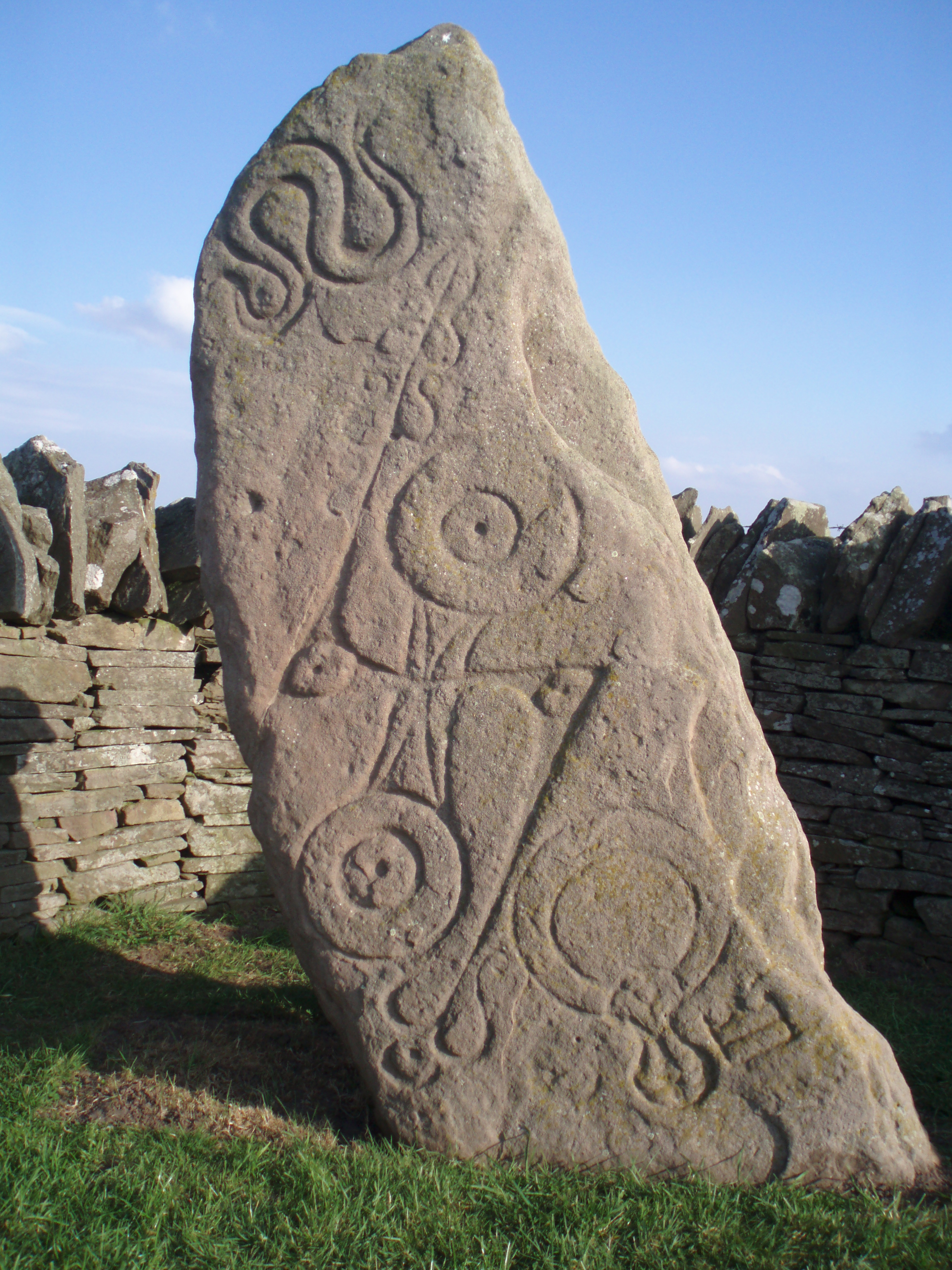
スコットランド、Aberlemnoにあるピクト人の石柱

ピクト人（Picts）は、フォース川の北、ローマ帝国支配下の頃にカレドニアと呼ばれていたスコットランド地方に居住していたコーカソイド種族。

## 概要
古くからスコットランドのハイランド地方を支配していた強大な部族だったが、実態はよくわかっておらず、ケルト系の言語を話していたことや何人かの王の名前は判明しているものの記録や遺跡が少なく｢謎のピクト人｣と言われている。1世紀にローマ軍と戦ったことで歴史に現れ、8世紀にスコットランドに併合され歴史から姿を消した。
彼らは古代ローマ人が命名したピクト (Pictiはラテン語で、体を彩色していた人々か刺青をしていた人々を指していた) 部族と推測される。印をつけるか描くと言う意味のウェールズ語、Pryd が関連している可能性がある。『ガリア戦記』の中でユリウス・カエサルはケルト人が刺青をしている事に触れ、「ブリトン人は体に青で模様を描き、戦場で相手を威嚇する」と語っている。ピクト人はピクト語を喋っていたが、詳細はほとんど知られていない。
多くの歴史学者によると、7つのピクト王国が存在していたとされる。それぞれの推測された領域は次の通りである。
1. カイト（英語版） (Cait)－現在のケイスネス (Caithness) とサザランド (Sutherland)
2. ケ（英語版） (Ce)－現在のマール（英語版） (Mar) とブカン（英語版）(Buchan)
3. シルシン (Circinn)－アンガス (Angus) とキンカーディンシャー（英語版） (Kincardineshire)
4. フィブ (Fib)－ファイフ (Fife) とキンロス (Kinross)
5. フィダッハ (Fidach)－ロス（英語版） (Ross) とインヴァネス。
6. フォトラ (Fotla)－アソル（英語版） (Atholl) とガウリー（英語版） (Gowrie)
7. フォルトリウ（英語版） (Fortriu)－マレー (Moray)。

またオークニー (Orkney) にも王国が存在していたと推測されている。
考古学者の手により、ピクト人のものによるとされる建造物や宝石類が発見され、複雑な社会を構成していたことが推測されるが、文字の記録はほとんど発見されていない。小さな王国が連合していたと思われ、まれに戦争があったと思われる。7世紀の人ベーダの証言によれば、ピクト人はその王位継承について疑義があるときはいつも王を男系からではなく女系から選んでいたという。
西暦83年にピクトの連合軍とローマ軍がモンス・グラウピウスの戦いで戦ったことを、ローマ人のタキトゥスが『アグリコラ』（西暦98年）に書き残しているのが、文献に残された初めてのピクト人の記録である。なお、この戦いにローマ軍が大勝したと記録には残されているが、実際にローマ軍の犠牲者が少なかったことを除けば戦果は不明である。ベーダ・ヴェネラビリスによればローマ皇帝ホノリウスの時代に北のピクト人は西のスコット人とともにブリタニアを圧迫し、ローマ軍が去るたびに町や要塞を襲ったという。
6世紀以後、ピクト人は侵略してくる西のダルリアダン・スコット部族と東のヴァイキングと衝突を繰り返した。ダルリアダ王国に対しては軍事的に優位を保ったが、相互に政治的な婚約を繰り返し、融合していった。843年にケネス1世が、諸王国を統一し初代のスコットランド王となった。
ゲール文化とスコットランド・ゲール語にピクト文化とピクト語は融合し、吸収されていった。ピクト人をケルト人に含むべきかどうかは断定できないが、ブリトン系ケルト人であったと推測される。スコットランドの多くの地名に、かつてピクト人が居住していた痕跡が残されている。"Aber-"、"Lhan-"、"Pit-"、あるいは"Fin-" と地名についている場所がそうである。しかし、他の推測もされている。フェデリコ・クルトヴィッヒはピクト語とバスク語を比較し、ピクト人とバスク人は共にインド・ヨーロッパ語族以前のヨーロッパの先住民であると主張した。しかし、ピクト語の情報があまりにも少ないため、この主張を裏付けることはできない。